# Форчела (Терни)
Форчела је насеље у Италији у округу Терни, региону Умбрија.
Према процени из 2011. у насељу је живело 64 становника. Насеље се налази на надморској висини од 391 м.